# Brenda Ann Spencer
Brenda Ann Spencer, född 3 april 1962 i San Diego i Kalifornien i USA, blev känd då hon måndagen den 29 januari 1979 under en beskjutning mot Cleveland Elementary School i San Diego i Kalifornien dödade rektorn Burton Wragg och skolans vaktmästare Mike Suchar. Spencer skadade även åtta barn och polismannen Robert Robb.
Spencers bostad, varifrån hon sköt, låg på andra sidan gatan från skolan sett. Hon använde ett Ruger 10/22-gevär som hon någon månad tidigare hade fått som julklapp av sin far. Hon slutade inte skjuta förrän polisen parkerade en lastbil mellan henne och de skadade. Under den sex timmar långa belägringen som följde ringde en reporter från en lokal tidning till henne för en intervju och på frågan om varför hon skjutit svarade hon "I don't like Mondays" och "This livens up the day". Hon sade också: "I had no reason for it, and it was just a lot of fun".

## Dom
Spencer erkände sig skyldig till två mord och angrepp med ett dödligt vapen. Hon dömdes till fängelse med straffet 25 år till livstid. Hon är internerad i California Institution for Women i Chino i Kalifornien. Hon har ansökt om villkorlig frigivning fem gånger, men fått avslag varje gång, senast den 13 augusti 2009. Hennes nästa tillfälle för bedömning av villkorlig frigivning kommer att genomföras 2025 efter att hon vid sin senaste bedömning i augusti 2022 av egen fri vilja medgivit att hon var okvalificerad för frigivning.

## I populärkultur
Spencers brott, brist på ånger och oförmåga att vid gripandet ge en trovärdig förklaring till sina handlingar har inspirerat till sången "I Don't Like Mondays" av The Boomtown Rats, skriven av musikern Bob Geldof.
Romanen Mot San Francisco av Clara Clementine Eliasson, utgiven 2020 på Romanus & Selling, är löst baserad på händelsen.